# كرانيش
الكرانيش (الاسم العلمي: Cranichis) هو جنس من النباتات يتبع الفصيلة السحلبية من رتبة الهليونيات.

## أنواع الكرانيش
- كرانيش إهليلجي
- كرانيش أبيض
- كرانيش أجرد الساق
- كرانيش أنبوبي
- كرانيش أنتيوكي
- كرانيش بيضوي
- كرانيش ثنائي الورق
- كرانيش جرابي
- كرانيش جميل
- كرانيش حرجي
- كرانيش رقيق
- كرانيش ريكارتي
- كرانيش زخرفي
- كرانيش سفائي
- كرانيش شبكي
- كرانيش شبه خيمي
- كرانيش طحلبي
- كرانيش طويل
- كرانيش عديد الأزهار
- كرانيش غدي
- كرانيش ليماني
- كرانيش محدب
- كرانيش مخطوط
- كرانيش مرقط
- كرانيش مستدق الطرف
- كرانيش معانق
- كرانيش ملتف
- كرانيش مهدب
- كرانيش مهمازي
- كرانيش ناحل
- كرانيش ورقي